# Łukasz Skorupski
Łukasz Skorupski (sinh ngày 5 tháng 5 năm 1991) là một cầu thủ bóng đá chuyên nghiệp người Ba Lan hiện thi đấu ở vị trí thủ môn cho câu lạc bộ Bologna và đội tuyển quốc gia Ba Lan.